# Championnats d'Europe d'escrime 2004
Navigation
Édition précédente Édition suivante
Les Championnats d'Europe d'escrime 2004 ont été disputés à Copenhague au Danemark au mois de juillet 2004. La compétition était organisée par la Fédération danoise d’escrime, sous l’égide de la Confédération européenne d'escrime.
La Russie a largement dominé ces championnats avec 14 médailles dont 5 d’or. À sa décharge les autres nations n’avaient pas envoyé leurs équipes premières afin de les préserver pour les Jeux olympiques.

## Médaillés
| Épreuves                               | Or                                                                                     | Argent                                                                              | Bronze                                                                                        |
| -------------------------------------- | -------------------------------------------------------------------------------------- | ----------------------------------------------------------------------------------- | --------------------------------------------------------------------------------------------- |
| Épée                                   |                                                                                        |                                                                                     |                                                                                               |
| Hommes individuel résultats détaillés  | Christoph Marik                                                                        | Rémy Delhomme                                                                       | Robert Andrzejuk Pavel Kolobkov                                                               |
| Hommes par équipes résultats détaillés | Suisse- Marcel Fischer - Benjamin Steffen - Fabian Kauter - Dominik Saladin            | Pologne- Robert Andrzejuk - Tomasz Motyka - Adam Wiercioch - Krzysztof Mikołajczak  | Suède- Fredrik Nilsson - Magnus Malmgren - Robert Dingl - Paul Fogelberg                      |
| Femmes individuel résultats détaillés  | Nataliya Konrad                                                                        | Anna Sivkova                                                                        | Oksana Iermakova Hajnalka Toth                                                                |
| Femmes par équipes résultats détaillés | Russie- Tatiana Logunova - Karina Aznavourian - Anna Sivkova - Oksana Yermakova        | Hongrie- Renata Fodor - Hajnalka Toth - Dora Kiskapusi - Emese Szász                | Pologne- Beata Tereba - Małgorzata Stroka - Magdalena Kumiet - Barbara Ciszewska-Andrzejewska |
| Fleuret                                |                                                                                        |                                                                                     |                                                                                               |
| Hommes individuel résultats détaillés  | Richard Breutner                                                                       | Renal Ganeyev                                                                       | Michael Ludwig Andrzej Witkowski                                                              |
| Hommes par équipes résultats détaillés | Russie- Yury Molchan - Vyacheslav Pozdnyakov - Renal Ganeyev - Ruslan Nasibulin        | Pologne- Tomasz Ciepły - Andrzej Witkowski - Sławomir Mocek - Wojciech Szuchnicki   | Italie- Marco Ramacci - Matteo Zennaro - Andrea Baldini - Giuseppe Alongi                     |
| Femmes individuel résultats détaillés  | Laura Badea                                                                            | Svetlana Boïko                                                                      | Claudia Pigliapoco Anna Rybicka                                                               |
| Femmes par équipes résultats détaillés | Roumanie- Roxana Scarlat - Laura Badea - Cristina Stahl - Corina Indrei                | Russie- Yekaterina Yusheva - Viktoria Nikichina - Evgenia Lamonova - Svetlana Boïko | Italie- Margherita Granbassi - Claudia Pigliapoco - Benedetta Durando - Elisa Di Francisca    |
| Sabre                                  |                                                                                        |                                                                                     |                                                                                               |
| Hommes individuel résultats détaillés  | Stanislav Pozdniakov                                                                   | Marcin Koniusz                                                                      | Serguei Charikov Alexey Yakimenko                                                             |
| Hommes par équipes résultats détaillés | Russie- Serguei Charikov - Alexey Yakimenko - Stanislav Pozdniakov - Aleksey Dyachenko | Pologne- Maciej Tomczak - Rafał Sznajder - Adam Skrodzki - Marcin Koniusz           | Ukraine- Volodymyr Kaliuzhniy - Oleh Shturbabin - Volodymyr Lukashenko - Vladyslav Tretyak    |
| Femmes individuel résultats détaillés  | Aleksandra Socha                                                                       | Ekaterina Fedorkina                                                                 | Ilaria Bianco Catalina Gheorghitoaia                                                          |
| Femmes par équipes résultats détaillés | Russie- Sofia Velikaïa - Elena Netchaeva - Svetlana Kormilitsyna - Ekaterina Fedorkina | Roumanie- Irina Covaliu - Catalina Gheorghitoaia - Andreea Pelei - Dorina Mihai     | Italie- Ilaria Bianco - Rosanna Pagano - Marianna Tricarico - Francesca Buccione              |

## Tableau des médailles
| Rang | Nation    | Or | Argent | Bronze | Total |
| ---- | --------- | -- | ------ | ------ | ----- |
| 1    | Russie    | 5  | 5      | 4      | 14    |
| 2    | Roumanie  | 2  | 1      | 1      | 4     |
| 3    | Pologne   | 1  | 4      | 4      | 9     |
| 4    | Autriche  | 1  | 0      | 1      | 2     |
| -    | Ukraine   | 1  | 0      | 1      | 2     |
| 6    | Allemagne | 1  | 0      | 0      | 1     |
| 7    | Suisse    | 1  | 0      | 0      | 1     |
| 8    | Hongrie   | 0  | 1      | 1      | 2     |
| 9    | France    | 0  | 1      | 0      | 1     |
| 10   | Italie    | 0  | 0      | 5      | 5     |
| 11   | Suède     | 0  | 0      | 1      | 1     |
|      | Total     | 12 | 12     | 18     | 42    |